# Grand Hotel (음반)
| 전문가 평가              | 전문가 평가 |
| 평가 점수                | 평가 점수   |
| 출처                     | 점수        |
| ------------------------ | ----------- |
| Christgau's Record Guide | C           |

《Grand Hotel》은 영국의 프로그레시브 록 밴드 프로콜 하럼의 여섯 번째 스튜디오 음반이다. 1973년 3월에 발매된 이 음반은 밴드의 방향 전환을 예고하는 신호탄이었다. 전년도 라이브 음반을 위해 밴드에 합류했던 기타리스트 데이브 볼은 제안된 음반 커버를 위해 화보 촬영 직후 자리를 떴고, 믹 그래브햄으로 교체되었다. 그래브햄의 머리는 볼의 몸에 음반의 앞면과 뒷면 커버에 겹쳐져 있었다. 밴드는 지난 몇 년 동안 상당한 인사 변화를 겪었지만, 이번 라인업을 통해 가장 안정적인 단계에 접어들게 되었다.

## 배경
이 음반은 빌보드 200 차트에서 21위에 올랐다. 덴마크에서는 항상 호평을 받았던, 4위로 정점을 찍었다.
《Grand Hotel》은 겉으로 보기에는 콘셉트 음반처럼 보이지만, 작사가 키스 리드에 따르면 "콘셉트"는 타이틀곡 이상으로 확장되지 않다.
싱글 〈A Souvenir of London〉은 가사에 성병을 언급했다는 이유로 BBC에서 금지되었다. 리드는 이 노래가 음반이 녹음된 조지 마틴의 AIR 스튜디오 근처의 기념품 가게를 방문하여 (어떻게 밝혀지고 해석되었는지에 관계없이) 정말 영감을 받았다고 주장했다. 리드는 2009년 CD 재발매 인터뷰의 일환으로 "거의 모든 음반에 최소 한 곡의 코믹한 노래가 있었는데, 이 노래는 약간 혀를 내두르고 있었다"라고 말했다.

## 곡 목록
모든 곡들은 게리 브루커와 키스 리드에 의해 작사/작곡하였다.
| #  | 제목                 | 재생 시간 |
| -- | -------------------- | --------- |
| 1. | 〈Grand Hotel〉      | 6:08      |
| 2. | 〈Toujours L'amour〉 | 3:32      |
| 3. | 〈A Rum Tale〉       | 3:21      |
| 4. | 〈T.V. Caesar〉      | 5:54      |

| #  | 제목                             | 재생 시간 |
| -- | -------------------------------- | --------- |
| 1. | 〈A Souvenir of London〉         | 3:21      |
| 2. | 〈Bringing Home the Bacon〉      | 4:18      |
| 3. | 〈For Liquorice John〉           | 4:26      |
| 4. | 〈Fires (Which Burnt Brightly)〉 | 5:08      |
| 5. | 〈Robert's Box〉                 | 4:49      |

## 인증
| 국가                       | 인증 | 판매량/출하량 |
| -------------------------- | ---- | ------------- |
| 영국 (BPI)                 | 실버 | 60,000^       |
| ^출하량을 기반으로 한 인증 |      |               |